# Eutherocephalia
De Eutherocephalia zijn een groep uitgestorven Synapsida.
In 1986 benoemden James Allen Hopson en Herbert Richard Barghusen een klade Eutherocaphalia, de 'ware Therocephalia', voor de meer afgeleide therocephaliërs. Ze gaven echter nog geen definitie.
In 2012 definieerden Adam Huttenlocker en Christian Alfred Sidor de Eutherocephalia als de groep omvattende Theriognathus microps en Akidnognathus parvus en alle scylacosaurische Therocephalia sensu Van Heeren 1994 nauwer verwant aan Theriognathus of Akidnognathus dan aan Scylacosaurus sclateri.
De Eutherocephalia ontstonden in het Perm en stierven vermoedelijk uit in het Trias. Ze omvatten de meeste bekende soorten therocephaliërs.
In 2012 werd een aantal synapomorfieën, gedeelde afgeleide eigenschappen, van de groep geopperd. Het os postfrontale ontbreekt. Het bovenvlak van de processus paroccipitalis loopt als een diepe uitholling door in de fossa rond de fenestra posttemporalis. Het os dentale overlapt het surangulare breed. Er is een buitenste zijvenster aanwezig in de onderkaak tussen het os dentale en de voorste bovenhoek van het angulare. De voorste tanden hebben gladde snijranden zonder kartelingen. De hoektanden en de tanden ervóór hebben gemeenlijk lengtegroeven of verticale facetten. Het bekken heeft een groot foramen obturatum begrensd door het schaambeen en het zitbeen in plaats van een kleine opening die beperkt blijft tot het schaambeen alleen. Het dijbeen heeft een lange slanke schacht met een ronde in plaats van ovale dwarsdoorsnede.